# José Rielli
Giuseppe Aurelio Giovanni Rielli, também conhecido como José Rielli (Pontedera, 19 de novembro de 1885 – São Paulo, 22 de março de 1947), foi um compositor e instrumentista italiano radicado no Brasil, onde chegou com a família em 1891.